# 이르지 네메츠
이르지 네메츠(체코어: Jiří Němec, 1966년 5월 15일, 체코슬로바키아 파코~ )는 체코의 은퇴한 축구 선수이자, 지난 유로 2000 체코 대표팀의 주장이었다.

## 경력
체코슬로바키아
- 1990년 FIFA 월드컵 국가대표

 체코
- UEFA 유로 1996 국가대표
- 1997년 FIFA 컨페더레이션스컵 국가대표
- UEFA 유로 2000 국가대표

## 수상
두클라 프라하
- 1989-90 체코슬로바키아 컵 우승

 스파르타 프라하
- 체코슬로바키아 1부 리그 : 1990-91, 1992-93
- 체코슬로바키아 컵 : 1991-92

 샬케 04
- UEFA 컵 : 1996-97
- DFB-포칼 : 2000-01, 2001-02

 흐멜 블사니
- 2002-03 감브리누스리가 우승

 체코
- UEFA 유로 1996 준우승
- 1997년 FIFA 컨페더레이션스컵 3위

개인
- 1997년 체코 올해의 선수상
- 1997년 체코 골든볼